# Édouard Ducpétiaux
Antoine Édouard Ducpétiaux (Brüsszel, 1804. június 29. – Brüsszel, 1868. július 21.) belga publicista és jogász, a börtönügy javítója.

## Élete
Ügyvédként dolgozott, s Belgium és Hollandia elszakításának egyik legbuzgóbb előharcosa volt. Miután vágya 1830-ban csakugyan teljesedett, kiváló szerepet játszott a Réunion centrale és az Association nationale megalapításában. 1831-ben a börtönügy és a jótékonysági intézetek főfelügyelőjének nevezték ki. Hivatalát csak 1861-ben tette le és ezután is idejét a reformeszmék irodalmi terjesztésére fordította. Eredetileg szabadelvű nézeteket vallott, idővel azonban, különösen pedig életének utolsó éveiben a klerikális érdekek buzgó előmozdítója volt.
Művei közül megemlítendők: Des progrès et de l'état actuel de réforme pénitentiaire... et des institutions préventives, aux États-Unis, en France, en Suisse, en Angleterre et en Belgique, etc. (Brüsszel, 1837-1838, 3 kötet); De la condition des jeunes ouvriers (1843); Budgets économiques des classes ouvrières en Belgique (1855); Des conditions d'application du système de l'emprisonnement séparé ou cellulaire (1857); La question de la charité et des associations religieuses en Belgique (1858), melyben a szabadelvűek jótékonysági politikáját támadta meg. Különösen említésre méltó még az általa fiatal fegyencek számára Ruysseledében (Flandriában) életbe léptetett javítóintézet, az École de réforme.